# Antonio Terrero y Díaz Herrero
Antonio Terrero y Díaz Herrera (Cádiz, 15 de octubre de 1799-1 de enero de 1878) fue un militar e ingeniero español, miembro de la Real Academia de Ciencias Exactas, Físicas y Naturales. Especialista en Geometría descriptiva, astronomía y geodesia. Fue pionero en España en el uso de la fotografía en el levantamiento de planos topográficos

## Trayectoria
En 1813 ingresa en el  Real Colegio de Artillería. Salió con el número uno de su promoción
Entre 1838 y 1852 ocupó la cátedra de Astronomía y Geodesia de la Escuela de Estado Mayor, donde fue promovido a director de estudios en sustitución del general Monteverde en 1837.
En 1862 es autor del primer estudio teórico sobre fotogrametría: Topofotografía,o sea aplicaciones de la fotografía al levantamiento de los planos topográficos
En este trabajo definió las bases gráficas de la geometría epipolar en el ámbito de la visión 3D. En particular, estableció las relaciones entre los puntos del objeto y los correspondientes en las imágenes, tipo de relación que normalmente se conoce como «teorema de Hauck», a pesar de que terrero se adelantara en dos décadas la precedencia al profesor alemán.